# Масенко Олександр Миколайович
Масенко Олександр Миколайович (нар. 3 лютого 1949 р.) — український політик, народний депутат України 2 скликання.
Член КПУ з 1976 р., член фракції комуністів з 05.2002 р., заступник голови Комітету з питань державного будівництва та місцевого самоврядування з 06.2002 р., перший секретар Полтавського ОК КПУ з 1997 р.
Народився 3 лютого 1949 р. у с. Заріг Оржицького р-ну Полтавської області. Освіта вища, у 1980 р. закінчив Київський інститут народного господарства, «Фінанси і кредит», економіст.
У 1967—1975 рр. — інспектор-ревізор, з 08.1975 р. — завідувач Оржицької центральної ощадкаси № 3104. З 10.1985 р. — завідувач фінансового відділу Оржицького райвиконкому. З 12.1987 р. — секретар парткому, з 02.1990 р. по 1994 р. — голова колгоспу «Іскра» Оржицького р-ну. З 11.1993 р. по 1997 р. — перший секретар Оржицького РК КПУ.
Народний депутат України 2 скликання з 04.1994 р. до 04.1998 р., висунутий виборцями. Голова підкомітету з питань взаємодії рад з органами державної виконавчої влади Комітету з питань державного будівництва, діяльності рад і самоврядування з 06.1994 р.
Народний депутат України 3 скликання з 03.1998 р. по 04.2002 р. Голова підкомітету з питань органів виконавчої влади Комітету з питань державного будівництва, місцевого самоврядування та діяльності рад (з 07.1998 р., з 2000 р. — Комітет з питань державного будівництва та місцевого самоврядування), член фракції КПУ з 05.1998 р.
Народний депутат України 4 скликання з 04.2002 р. від КПУ.